# Повіт Нісі-Цуґару
Пові́т Ні́сі-Цуґа́ру (яп. 西津軽郡, にしつがるぐん, МФА: [ɲiɕi̥ t͡sugaɾu guɴ]) — повіт в префектурі Аоморі, Японія.